# František Sláma
František Sláma, né le 19 novembre 1923 à Herálec (Tchécoslovaquie) et mort le 5 mai 2004 à Říčany (République tchèque), était le premier violoncelliste tchèque, qui a consacré sa vie à la musique ancienne, notamment baroque. Musicien de chambre, écrivain, pédagogue.

## Données biographiques
Né dans une pauvre région de Moravie, il a travaillé jusqu’à 18 ans comme journalier dans la forêt et une carrière de pierre. Grâce à Karel Pravoslav Sádlo, un pédagogue connu de violoncelle (et un ami de Maurice Maréchal), il a pu commencer à étudier la musique. En 1941 Sádlo lui a donné ses premières leçons au violoncelle. Il a été aussi son professeur au Conservatoire (1942-48) et à la Faculté de Musique de l´Académie tchèque des arts musicaux de Prague (1948-52).
Dans les années 1948 -1981 Sláma a été membre de l'Orchestre philharmonique tchèque (depuis 1962 le second violoncelle solo et le chef de groupe des violoncelles). Il s'est produit en soliste avec l'Orchestre philharmonique tchèque et avec l'Orchestre de chambre Ars Rediviva.

## Musicien de chambre
Depuis 1946 il a étudié la musique de chambre chez Václav Talich. Il a été membre fondateur du légendaire Orchestre de chambre tchèque Talich (fondé 1946), avec lequel p.ex. Pierre Fournier et Germaine Leroux se sont présentés à Prague.
Il a aussi été membre fondateur de l´ensemble Ars Rediviva (1954-1997), qui a joué un rôle essentiel dans la redécouverte de la musique baroque en Tchécoslovaquie, et dans les années 1953-1976 violiste de « Pro arte antiqua », un des plus vieux ensembles européens se consacrant à l’interprétation de la musique de la Renaissance (fondé 1933). Avec le violoniste Eugen Prokop et le claveciniste Josef Hála il a fondé le « Trio baroque Prague ».

Avec ces ensembles il a enregistré plus de 50 disques pour Supraphon, Panton, DGG, Ariola, Columbia Records, Nippon, Sony Classical (distinctions : Grand Prix du Disque de l'Académie Charles Cros, « Lion d´or de Supraphon », etc.).

## Autres activités
František Sláma a enseigné au Conservatoire de Prague, a traduit des sources de l’interprétation de la musique ancienne, a collaboré avec la Radio tchèque (il a présenté l´art de Jordi Savall au public tchèque). 
Dans son livre « Z Herálce do Šangrilá a zase nazpátek » (« D´ Herálec à Shangri-La ») il se souvient des événements de musique à Prague dans les années 1940 – 1990, de ses collègues, des chefs d’orchestre (Talich, Barbirolli, Cluytens, Karajan, Kleiber, Klemperer, Kletzki, Kubelík, Maazel, Mackerras, Markewitch, Matačić, Mravinsky, Münch, Pedrotti, Rojdestvenski, Sawallisch, Stokowski, etc.) et d’autres personnages qu’il a rencontrés (p.ex. Adorján, André, Fournier, Honegger, Mainardi, Menuhin, Milhaud, Navarra, Noureev, Oistrakh, Rampal, Richter, Szeryng, Sudek, Tortelier).

## Les archives de František Sláma
Les archives que František Sláma a offertes à son lieu de naissance Herálec contiennent autour de cinq milliers de négatifs et photographies, plus de 150 heures d’enregistrements du son et une grande quantité de documents sur l'Orchestre philharmonique tchèque, l’Orchestre de chambre tchèque, Václav Talich, Milan Munclinger, Ars Rediviva, etc. Une part d’enregistrement du son est déposée au Musée tchèque de musique à Prague (voir Liens externes).